# Bernd Altenstein
Bernd Altenstein, né le 29 avril 1943 à Dobrovolsk, est un sculpteur et médailleur allemand.

## Biographie
Bernd Altenstein étudie de 1964 à 1969 à l'académie d'État des beaux-arts de Stuttgart (de) dans la classe de Rudolf Daudert. De 1970 à 1975, il est l'assistant de Jürgen Weber à l'université technique Carolo-Wilhelmina de Brunswick. De 1975 à 2009, il enseigne à l'université des arts de Brême. Avec Waldemar Otto, il est l'un des acteurs de la sculpture figurative de Brême.
Il est membre de la sécession de Darmstadt.

## Source de la traduction
- (de) Cet article est partiellement ou en totalité issu de l’article de Wikipédia en allemand intitulé « Bernd Altenstein » (voir la liste des auteurs).